# Сноу (остров)
Сно́у, также Ма́лый Яросла́вец (англ. Snow Island) — остров архипелага Южные Шетландские острова.

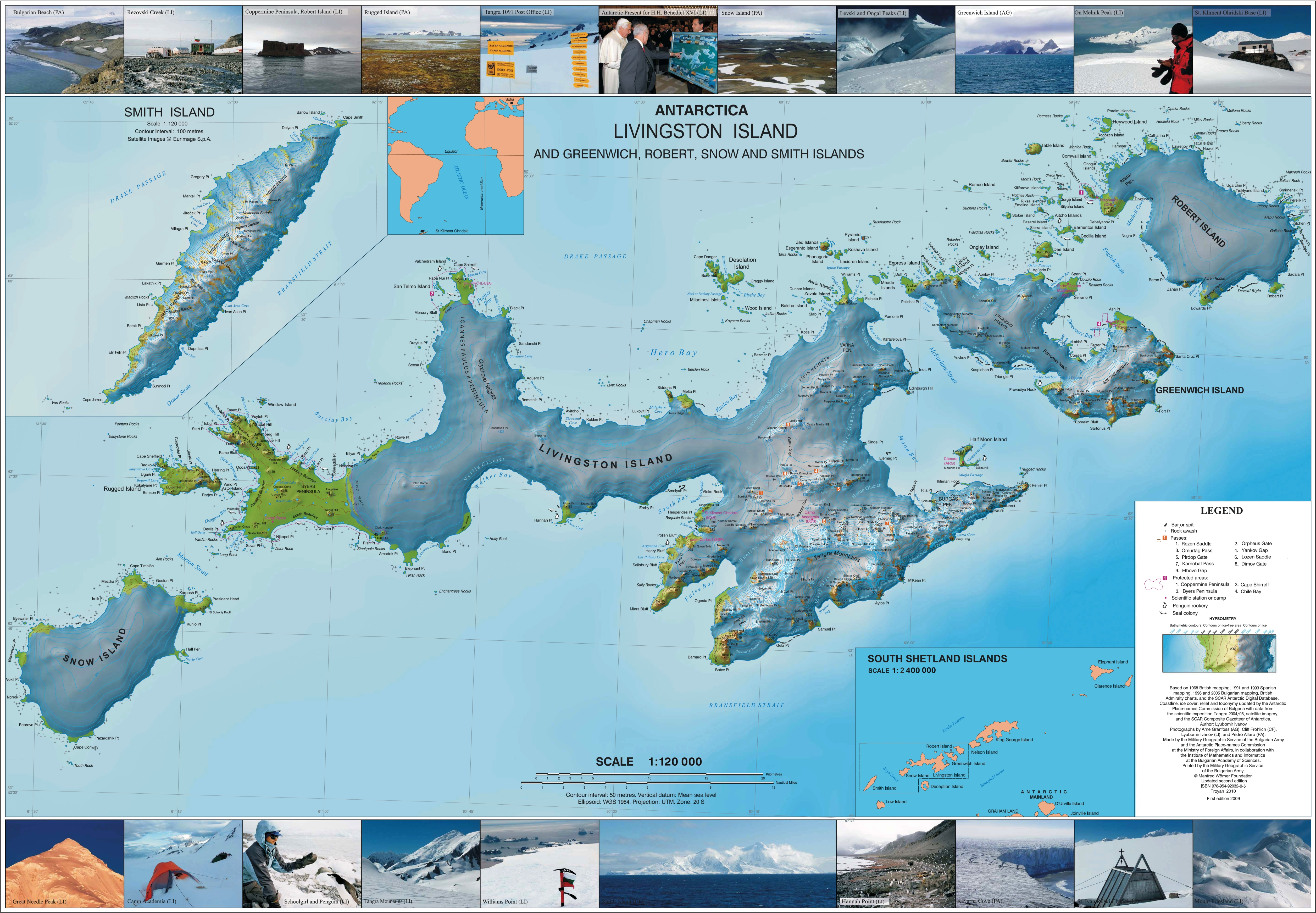
Топографическая карта западной части Южных Шетландских островов (Сноу в левом нижнем углу)

Находится примерно в 6 км к юго-западу от острова Ливингстон, от которого отделён проливом Мортон (англ. Morton Strait). К юго-западу от Сноу находится остров Смит, который, в свою очередь, отделён проливом Бойд (англ. Boyd Strait). Размеры острова примерно 16 км в длину и 8 км в ширину. Площадь — 120,4 км². Максимальная высота достигает 310 м над уровнем моря; длина береговой линии — 58 км. Полностью покрыт ледником, за что и получил своё название.
Открыт британским мореплавателем Уильямом Смитом 19 февраля 1819 года. Южное побережье острова было картографировано в феврале 1821 года первой русской антарктической экспедицией Ф. Беллинсгаузена, который дал ему название Малый Ярославец в честь сражения под Малоярославцем .